# Afroxyrrhepes luteipes
Afroxyrrhepes luteipes är en insektsart som beskrevs av Scott LaGreca 1993. Afroxyrrhepes luteipes ingår i släktet Afroxyrrhepes och familjen gräshoppor. Inga underarter finns listade i Catalogue of Life.